# (4459) Nusamaibashi
(4459) Nusamaibashi es un asteroide perteneciente al cinturón de asteroides, descubierto el 30 de enero de 1990 por Masanori Matsuyama y el también astrónomo Kazuro Watanabe desde el Kushiro Marsh Observatory, Hokkaido, Japón.

## Designación y nombre
Designado provisionalmente como 1990 BP2. Fue nombrado Nusamaibashi en homenaje al emblemático puente Kusamai en la ciudad japonesa de Kushiro.

## Características orbitales
Nusamaibashi está situado a una distancia media del Sol de 2,254 ua, pudiendo alejarse hasta 2,519 ua y acercarse hasta 1,989 ua. Su excentricidad es 0,117 y la inclinación orbital 2,793 grados. Emplea 1236 días en completar una órbita alrededor del Sol.

## Características físicas
La magnitud absoluta de Nusamaibashi es 13,8. Tiene 4,209 km de diámetro y su albedo se estima en 0,27.